# Globo de Ouro de melhor filme de animação

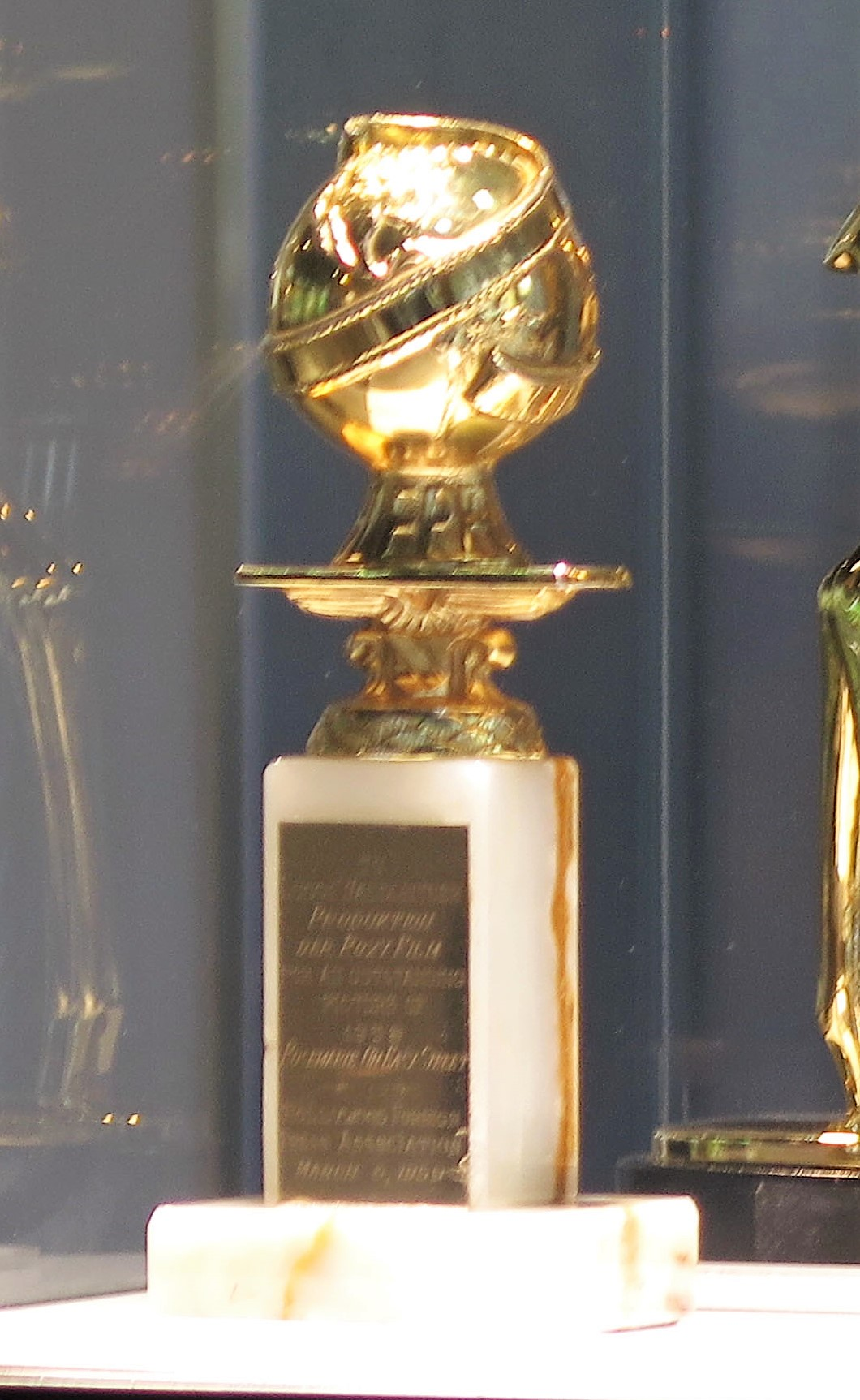
Um globo de ouro.

O Globo de Ouro de Melhor Filme de Animação é atribuído anualmente pela Associação de Imprensa Estrangeira de Hollywood ao melhor filme de animação.
Os filmes animados só podem concorrer nesta categoria (representando como filmes), então eles não concorrem nas categorias: Melhor Filme - Drama, Melhor Filme - Comédia/Musical e Melhor Filme em Língua Estrangeira.
Notas
- "†" - Indica o vencedor do Oscar de Melhor Filme de Animação.
- "‡" - Indica um indicado ao Oscar de Melhor Filme de Animação.
- "§" - indica uma nomeação que recebeu uma indicação ao Oscar de Melhor Filme
- "}{" - indica uma indicação ao Oscar de melhor canção original

## 2000s

### 2006
- Cars da Pixar - John Lasseter ‡ }{
- Happy Feet da Village Roadshow Pictures - George Miller, Warren Coleman e Judy Morris †
- Monster House da Columbia Pictures - Gil Kenan ‡

### 2007
- Bee Movie da DreamWorks Animation
- Ratatouille da Pixar - Brad Bird †
- The Simpsons Movie da 20th Century Fox - David Silverman

### 2008
- Bolt da Walt Disney Animation Studios - Byron Howard e Chris Williams ‡
- Kung Fu Panda da DreamWorks Animation - Mark Osborne e John Stevenson ‡
- WALL-E da Pixar - Andrew Stanton † }{

### 2009
- Coraline da Laika - Henry Selick ‡
- Cloudy with a Chance of Meatballs da Sony Pictures Animation
- Fantastic Mr. Fox da Regency Enterprises e Indian Paintbrush - Wes Anderson ‡
- The Princess and the Frog da Walt Disney Animation Studios ‡ }{
- Up da Pixar - Pete Docter † §

## 2010s

### 2010
- Despicable Me da Illumination Entertainment - Pierre Coffin e Chris Renaud
- How to Train Your Dragon da DreamWorks Animation - Chris Sanders e Dean DeBlois ‡
- L'illusionniste (The Illusionist) da Pathé e Warner Bros. Animation - Sylvain Chomet ‡
- Tangled da Walt Disney Animation Studios - Byron Howard e Nathan Greno }
- Toy Story 3 da Pixar - Lee Unkrich † § }{

### 2011
- The Adventures of Tintin da Paramount Pictures - Steven Spielberg {}
- Arthur Christmas da Aardman Animations - Sarah Smith
- Cars 2 da Pixar - John Lasseter
- Puss in Boots da DreamWorks Animation - Chris Miller ‡
- Rango da Nickelodeon Movies - Gore Verbinski †

### 2012
- Brave da Pixar - Mark Andrews e Brenda Chapman †
- Frankenweenie da Walt Disney Pictures - Tim Burton ‡
- Hotel Transylvania da Sony Pictures Animation - Genndy Tartakovsky
- Rise of Guardians da DreamWorks Animation - Peter Ramsey
- Wreck-It Ralph da Walt Disney Animation Studios - Rich Moore ‡

### 2013
- The Croods da DreamWorks Animation - Kirk DeMicco e Chris Sanders ‡
- Despicable Me 2 da Illumination Entertainment - Pierre Coffin e Chris Renaud ‡ }{
- Frozen da Walt Disney Animation Studios - Jennifer Lee e Chris Buck † }{

### 2014
- Big Hero 6 da Walt Disney Animation Studios - Don Hall e Chris Williams †
- The Boxtrolls da Laika - Graham Annable, Travis Knight e Anthony Stacchi ‡
- The Book of Life da 20th Century Fox - Jorge Gutierrez ‡
- How to Train Your Dragon 2 da DreamWorks Animation - Dean DeBlois ‡
- The Lego Movie da Warner Bros. Animation - Phil Lord e Chris Miller }{

### 2015
- Anomalisa da Paramount Pictures - Charlie Kaufman e Duke Johnson ‡
- The Good Dinosaur da Pixar - Peter Sohn
- Inside Out da Pixar - Pete Docter †
- Shaun the Sheep Movie da Aardman Animations - Richard Starzak e Mark Burton ‡
- The Peanuts Movie da Blue Sky Studios - Steve Martino

### 2016
- Kubo and the Two Strings da Laika - Travis Knight ‡
- Moana da Walt Disney Animation Studios - Ron Clements e John Musker ‡ }
- Ma vie de courgette (My Life as Zucchini) da Gebeka Films - Claude Barras ‡
- Sing da Illumination Entertainment - Garth Jennings
- Zootopia da Walt Disney Animation Studios - Byron Howard, Rich Moore e Clark Spencer †

### 2017
- The Boss Baby da DreamWorks Animation - Tom McGrath ‡
- The Breadwinner da Irish Filme Board - Nora Twomey ‡
- Coco da Pixar - Lee Unkrich e Darla K. Anderson † }{
- Ferdinand da Blue Sky Studios - Carlos Saldanha ‡
- Loving Vincent da BreakThru Productions e Trademark Films - Dorota Kobiela e Hugh Welchman ‡

### 2018
- Incredibles 2 da Pixar - Brad Bird ‡
- Isle of Dogs da Fox Searchlight Pictures - Wes Anderson ‡
- Mirai no Mirai do Studio Ghibli - Mamoru Hosoda ‡
- Ralph Breaks the Internet da Walt Disney Animation Studios - Rich Moore e Phil Johnston ‡
- Spider-Man: Into the Spider-Verse da Sony Pictures Animation– Peter Ramsey, Bob Persichetti e Rodney Rothman †

### 2019
- Missing Link da United Artists – Chris Butler[1]
  - Frozen 2 da Walt Disney Animation Studios - Chris Buck e Jennifer Lee
  - The Lion King da Walt Disney Pictures - Jon Favreau
  - Toy Story 4 do Pixar - Josh Cooley
  - How to Train Your Dragon: The Hidden World da DreamWorks Animation - Dean DeBlois

## 2020s

### 2020
- Soul da Walt Disney Animation Studios e Pixar – Pete Docter[2]
  - The Croods: A New Age da DreamWorks Animation - Joel Crawford
  - Onward da Pixar - Dan Scanlon
  - Over the Moon do Netflix Animation - Glen Keane
  - Wolfwalkers da Cartoon Saloon - Tomm Moore

### 2021
- Encanto da Walt Disney Animation Studios - Byron Howard e Jared Bush
  - Luca da Walt Disney Animation Studios e Pixar - Enrico Casarosa
  - Flugt da Vice Studios - Jonas Poher Rasmussen
  - Raya and the Last Dragon da Walt Disney Animation Studios - Don Hall e Carlos López Estrada
  - My Sunny Maad da Sacrebleu Productions - Michaela Pavlátová

### 2022
- Guillermo del Toro's Pinocchio da Netflix - Guillermo del Toro e Mark Gustafson [3][4]
  - Inu-Oh da Science Saru - Masaaki Yuasa
  - Marcel the Shell with Shoes On da Cinereach - Dean Fleischer Camp
  - Puss in Boots: The Last Wish da DreamWorks Animation - Joel Crawford
  - Turning Red da Walt Disney Animation Studios e Pixar - Domee Shi

### 2023
- Kimitachi wa Dō Ikiru ka do Studio Ghibli - Hayao Miyazaki [5][6]
  - Spider-Man: Across the Spider-Verse da Sony Pictures Animation e Columbia Pictures - Joaquim Dos Santos, Kemp Powers e Justin K. Thompson
  - The Super Mario Bros. Movie da Illumination Entertainment - Aaron Horvath e Michael Jelenic
  - Suzume no Tojimari da CoMix Wave Films - Makoto Shinkai
  - Elemental da Pixar - Peter Sohn
  - Wish da Walt Disney Animation Studios - Chris Buck e Fawn Veerasunthorn

## Estúdios mais indicados
| Número de Indicações | Número de Vitórias | Estúdio                                              | Filmes Vencedores                                                    | Filmes Indicados |
| -------------------- | ------------------ | ---------------------------------------------------- | -------------------------------------------------------------------- | --- |
| 11                   | 8                  | Pixar                                                | Cars, Ratatouille, WALL·E, Up, Toy Story 3, Brave, Inside Out e Coco | Cars 2, The Good Dinosaur e Incredibles 2                                                                              |
| 10                   | 2                  | Walt Disney Animation Studios / Walt Disney Pictures | Frozen e Zootopia                                                    | Bolt, The Princess and the Frog, Tangled, Frankenweenie, Wreck-It Ralph, Big Hero 6, Moana e Ralph Breaks the Internet |
| 8                    | 1                  | DreamWorks Animation                                 | How to Train Your Dragon 2                                           | Bee Movie, Kung Fu Panda, How to Train Your Dragon, Puss in Boots, Rise of Guardians, The Croods e The Boss Baby       |
| 3                    | 0                  | Laika                                                |                                                                      | Coraline, The Boxtrolls e Kubo and the Two Strings                                                                     |
| 2                    | 0                  | 20th Century Fox                                     |                                                                      | The Simpsons Movie e The Book of Life                                                                                  |